# 사마리아교
사마리아교(Samaritanism)는 유대인과 함께 고대 이스라엘에서 기원한 민족종교 집단인 사마리아인의 아브라함계, 일신교, 민족종교이다. 그 중심 경전은 사마리아인들이 믿는 토라의 원본, 변경되지 않은 버전이라고 믿는 사마리아 오경이다.
사마리아인들은 그들의 종교를 모세와 함께 시작된 거룩한 믿음으로, 그 이후로 천년이 지나도 변하지 않았다고 설명한다. 사마리아인들은 유대교 율법과 유대교가 시간이 지남에 따라 부패했으며 더 이상 하느님께서 시나이산에서 이스라엘 사람들에게 명령하신 의무를 수행하지 않는다고 믿는다. 사마리아인의 신앙에서 가장 성스러운 곳은 나블루스 근처의 게리짐산이며, 유대인들은 예루살렘의 성전산을 가장 신성한 장소로 생각한다.

## 역사
사마리아교는 게리짐산 정상이 하나님의 성소의 진정한 위치라고 주장한다. 사마리아인들은 이스라엘 사람들이 약속의 땅에 들어간 직후부터 독립된 독립체로서의 그들의 역사를 추적한다. 사마리아인의 역사 기록은 분열 자체를 대제사장 엘리가 가나안의 첫 번째 이스라엘 제단이 있던 게리짐산을 떠나 근처 실로에 경쟁 제단을 쌓은 것으로 추적한다. 엘리를 따라 실로까지 갔던 반대하는 이스라엘 사람들은 나중에 예루살렘(유대인)을 정복하기 위해 남쪽으로 향할 자들이었지만, 사마리아의 게리짐산에 머물렀던 이스라엘 사람들은 사마리아인으로 알려지게 될 것이다.

14세기에 사마리아인 역사의 주요 작품을 저술한 아부 일파스는 사마리아인의 기원에 대해 다음과 같이 언급한다.
이다말 가계의 야프니의 아들 엘리와 핀쿠스의 아들들(비느하스) 사이에 끔찍한 내전이 일어났다. 야프니의 아들 엘리가 핀쿠스의 후손들에게서 대제사장직을 찬탈하기로 결의했기 때문이다. 그는 돌로 된 제단에 제물을 바쳤다. 그는 50세에 재물을 소유하고 이스라엘 자손의 금고를 관리했다. . . .

 그는 제단에 제사를 드렸지만 소금은 넣지 않은 것처럼 마치 부주의한 것처럼 보였다. 대제사장 오지가 이 사실을 알고 희생이 받아들여지지 않는다는 것을 알았을 때 그는 그를 철저히 부인했다. 그리고 (심지어) 그가 그를 꾸짖었다고 한다.
이에 그와 그를 동정하던 무리가 반란을 일으켜 즉시 그와 그의 추종자들과 그의 짐승들이 실로를 향하여 출발하였다. 그리하여 이스라엘은 파벌로 분열되었다. 그가 그들의 지도자들에게 사람을 보내어 그들에게 이르되, 누구든지 놀라운 일을 보고자 하는 자는 내게로 오라. 그리고 그는 실로에서 자기 주위에 큰 무리를 모으고 그곳에 자기를 위하여 성전을 건축하였다. 그는 [게리짐산에] 성전과 같은 곳을 건축했다. 그는 세부 사항을 빠뜨리지 않고 제단을 쌓았다. 모든 것이 원본과 하나하나 일치했다.

 이때 이스라엘 자손은 게리짐산에 있는 충성스러운 진영, 거짓 신을 따르는 이단 파벌, 실로에서 야프니의 아들 엘리를 따랐던 파벌이라는 세 파벌로 나뉘었다
더욱이, 사마리아 연대기 아들러 또는 신 연대기(New Chronicle)는 이전 연대기를 출처로 사용하여 18세기에 작성된 것으로 추정된다.
그리고 그의 시대에 이스라엘 자손은 세 그룹으로 나뉜다. 하나는 이방인의 가증한 일을 하고 다른 신들을 섬겼다. 또 다른 사람은 야프니의 아들 엘리를 따랐으나 엘리가 그의 뜻을 밝힌 후에 그들 중 많은 사람이 그에게서 돌아섰고 세 번째는 선택된 장소의 우지 벤 부키 대제사장에게 남았다.

현대 유전학 연구(2004)에 따르면 사마리아인의 혈통은 아시리아가 이스라엘 왕국을 정복한 시기에 일시적으로 가까운 부계 상속 유대인 고위 성직자(코하님)의 유대인과의 공통 조상으로 거슬러 올라가며, 비록 고립되어 있기는 하지만 이스라엘 민족의 은둔 역사를 고려할 때 역사적 이스라엘 인구의 후손일 가능성이 있다.
사마리아인과 유대인 사이의 갈등은 앗수르 디아스포라의 종말과 바르 코크바 난 동안 두드러졌다. 예수의 착한 사마리아인 비유도 갈등의 증거를 제시한다. 게리짐산 꼭대기에 있는 위대한 사마리아인의 성전은 유대 지도자인 요한 히르카노스의 명령으로 파괴되었다.
반란이 실패한 이후, 게리짐산은 새로운 성전으로 재봉헌되었으며, 궁극적으로 사마리아인의 반란 동안 다시 파괴되었다.

## 교리
사마리아교의 주요 교리는 다음과 같다.
- 예언자들이 인정한 한 하나님, 야훼와 동일한 하나님이 계시다. 믿음은 절대적인 단일성인 창조주의 단일성에 있다. 그것은 원인의 원인이며, 온 세상을 가득 채우고 있다. 그의 성품은 사람이 이해할 수 없으나 그의 행위와 그의 백성에게 베푸신 계시와 그가 그들에게 베푸신 인자하심에 따름이라.
- 토라는 유일하게 참된 거룩한 책이며 하나님이 모세에게 준 것이다. 토라는 세상이 창조되기 전에 창조되었으며 누구든지 그것을 믿는 사람은 장차 올 세상의 한 부분이 보장된다. 사마리아인들이 유일하게 거룩한 책이라는 사마리아인들의 토라의 지위는 사마리아인들로 하여금 구전 토라, 탈무드, 그리고 사마리아인 공동체의 책이 유대 성경의 여호수아와 크게 다른 모든 선지자와 경전을 거부하게 만든다. 본질적으로, 유대 성경의 토라 이후의 모든 부분과 유대교의 고전 랍비 작품(미슈나와 게마라로 구성된 탈무드)의 권위는 거부된다. 모세는 선지자 가계의 마지막으로 간주된다.
- 예루살렘이 아닌 게리짐산은 하나님께서 택하신 유일한 참 성소이다. 사마리아인들은 예루살렘의 신성함과 성전산을 인정하지 않고 대신 게리짐산이 이삭을 결박한 곳이라고 주장한다.
- "복수의 날"이라고 불리는 묵시록은 요셉 지파의 타헤브(본질적으로는 유대 메시아에 해당하는 사마리아인)라고 불리는 인물이 와서 40년 동안 모세와 같은 선지자가 되는 날의 끝이 될 것이다. 여러 해 동안 모든 이스라엘인들이 돌아오게 하고 그 후에 죽은 자들도 부활 할 것이다. 그런 다음 타헤브는 그리심 산에서 모세의 성막을 발견하고 그가 죽을 때 요셉 옆에 묻힐 것이다.

## 축제 및 행사
사마리아인은 고대 히브리 문자 및 대제사장 제도와 유월절 전날 양을 도살하고 먹는 관습을 보존한다. 그들은 유월절, 칠칠절, 초막절을 기념하지만 매년 날짜를 결정하기 위해 유대교에서 사용되는 것과 다른 방식을 사용한다. 욤 테루아(" 나팔절"의 성경적 이름)는 티슈레이의 시작 부분에서 랍비 유대교에서처럼 새해로 간주되지 않는다.
유월절은 사마리아인 공동체에서 특히 중요하며 최대 40마리의 양이 희생된다. 오메르의 세기는 크게 변하지 않았다. 그러나 칠칠절 일주일 전은 모세 시대부터 사마리아교가 유지해 온 지속적인 헌신을 기념하는 독특한 축제이다. 칠칠절 특히 전통적으로 여호수아에게 기인한 게리짐의 돌 위에 거의 하루 종일 계속되는 기도의 예배가 특징이다.
초막절 기간 동안 초막은 유대인들 사이에서 전통적인 야외 설정과 달리 집 안에 지어졌다. 사마리아인 역사가 베냐민 티세다카는 실내 초막 전통을 동로마 제국 시기 사마리아인에 대한 박해로 추적한다. 사마리아인 초막 지붕은 토라에서 휴일로 지정한 4종의 사마리아인 해석에 따라 감귤류와 야자수, 머틀, 버드나무 가지들로 장식되어 있다.

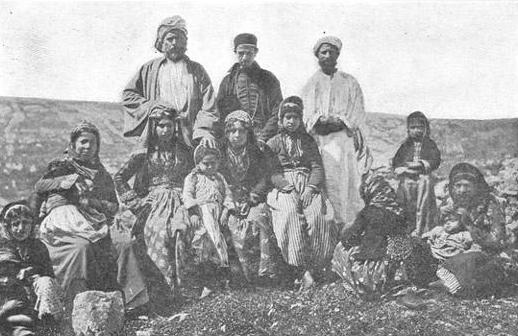
사마리아인, 사진에서 c. 1900년 팔레스타인 탐사 기금 .
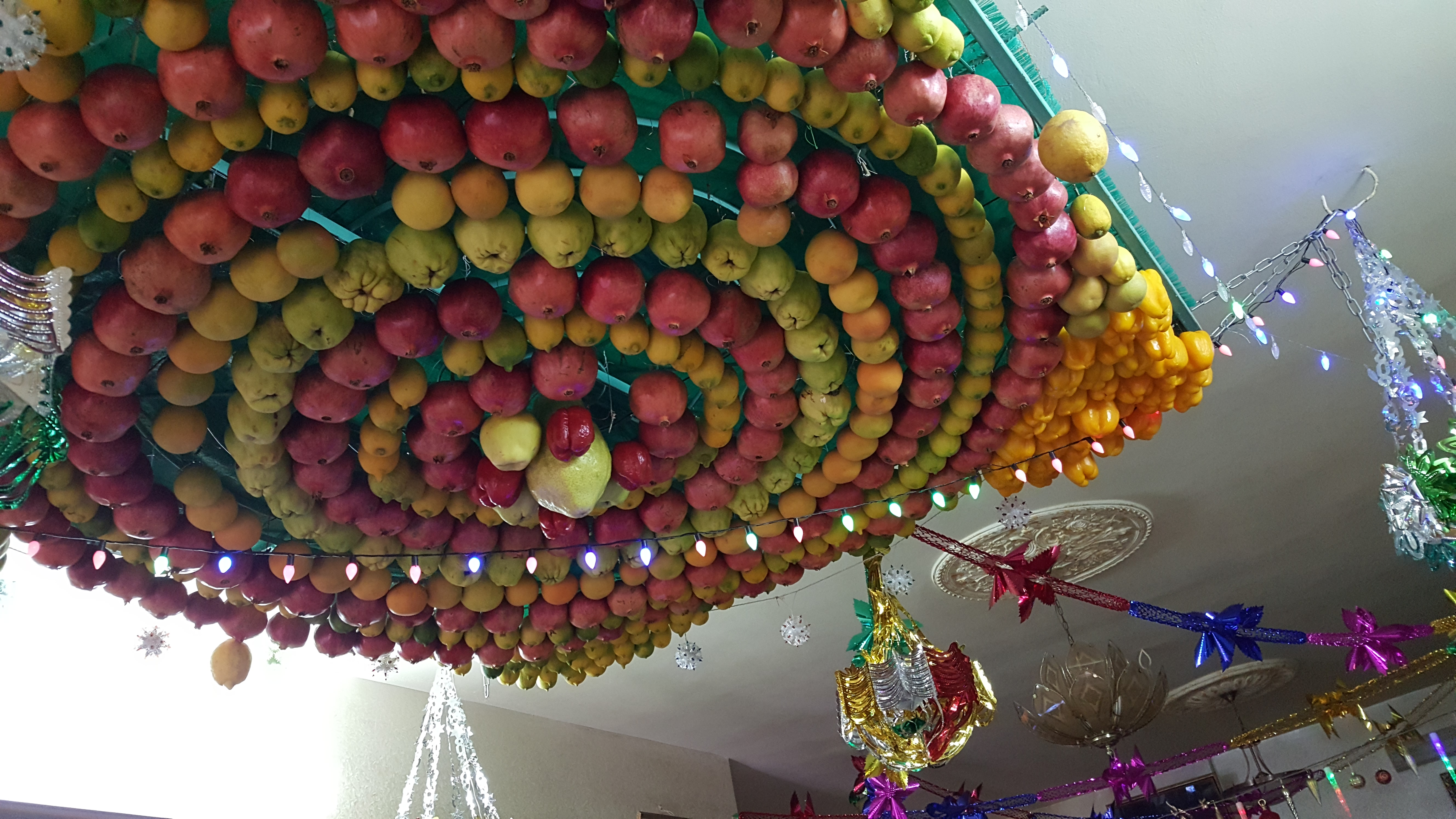
게리짐산의 초막
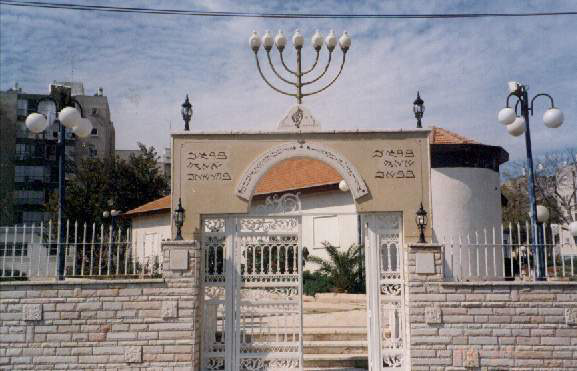
이스라엘 홀론 시에 있는 현대적인 사마리아 회당 입구.

## 종교 문헌

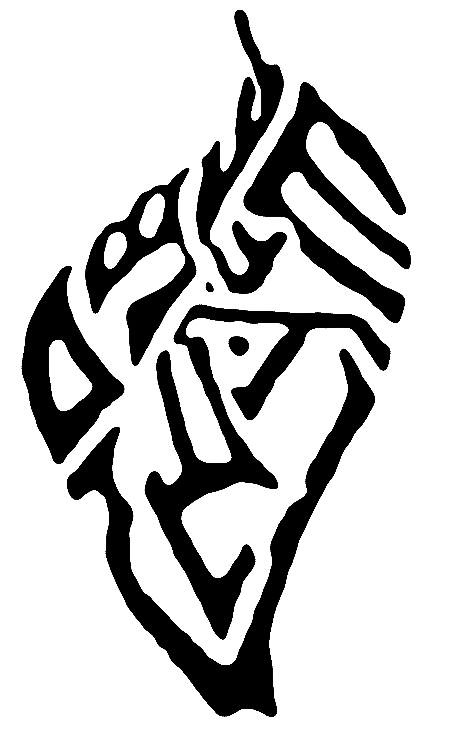
사마리아 히브리 서예로 쓴 " 셰마 이스라엘 "

사마리아인의 법은 할라카(랍비 유대인 법) 및 기타 유대인 운동과 다르다. 사마리아인에게는 유대교 할라카에 해당하는 여러 종교 문서 그룹이 있다. 그러한 문헌들의 몇 가지 예는 다음과 같다.

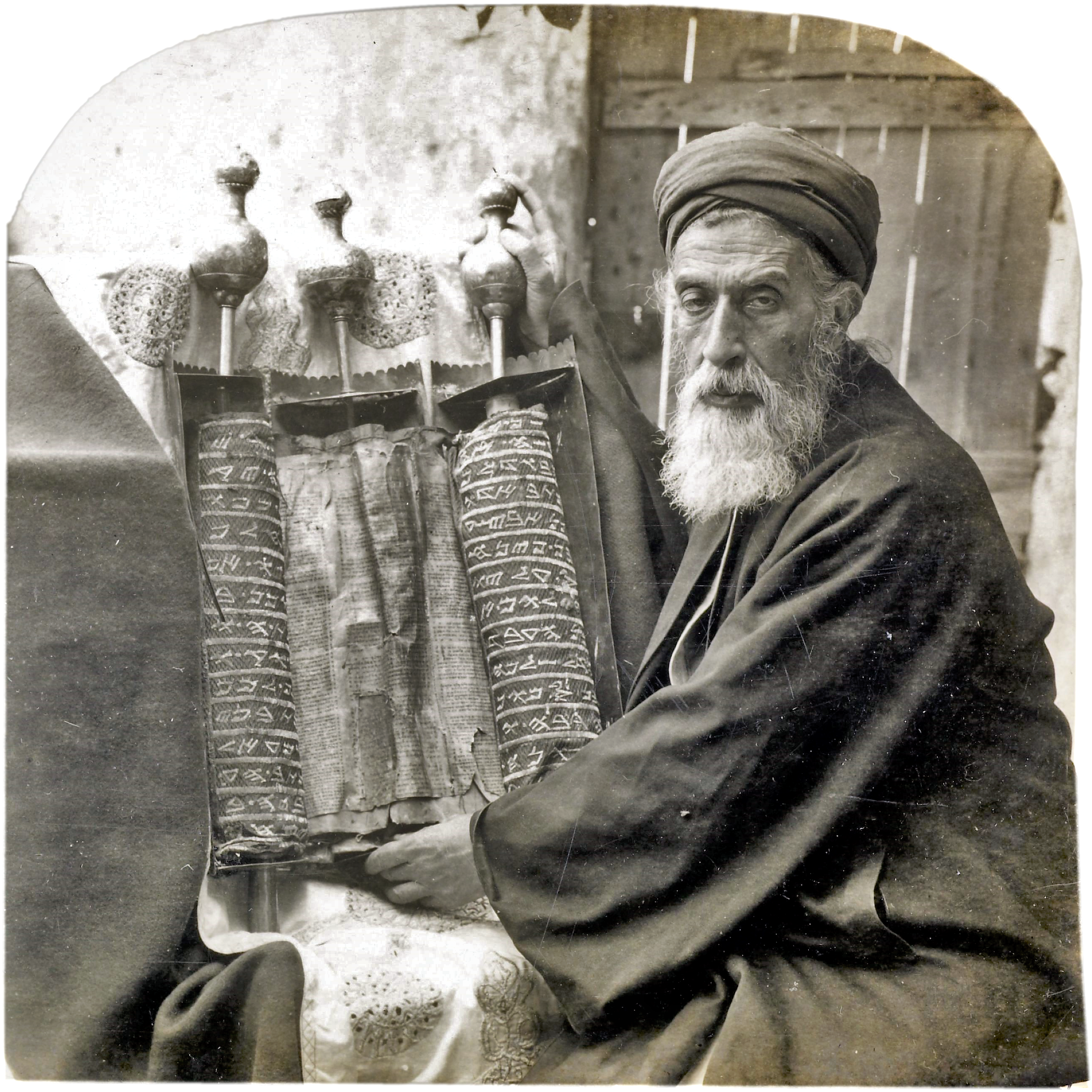
사마리아인 대제사장 야코프 벤 아론과 아비샤 두루마리, 1905

- 사마리아 오경 : 사마리아 오경과 마소라 유대 오경 사이에는 약 6,000개의 차이점이 있다. 그리고 한 추정에 따르면 이 책과 그리스어 70인역 사이에 1,900점이 일치한다. 신약 성경의 여러 구절은 또한 사마리아 본문에 보존된 것과 다르지 않은 토라 본문 전통을 반영하는 것으로 보인다. 유사성에 관한 여러 이론이 있다. 고대 라틴어, 시리아어, 에티오피아어 번역판의 해석으로 일부 확증된 변형은[18][19][20] 비록 정확한 작성 날짜가 아직 크게 불분명하지만 사마리아 텍스트의 고대성을 입증한다.
- 역사적 저작물
  - 사마리아 연대기, 톨리다 (창조부터 아비사까지)
  - <i id="mw5Q">사마리아 연대기</i>, 여호수아 연대기 (하나님의 은혜의 시대 이스라엘) (4세기, 아랍어와 아람어로)
  - 사마리아 연대기, 알디르 (하나님의 은총의 때부터 유배까지의 이스라엘)
- 성인전 문헌
  - 사마리아 할라카 문헌, 힐루쿠 (할라카 법전, 결혼, 할례 등. )
  - 사마리아 할라카 문헌, 키타브 앗타바흐 (12세기 아부 알하산이 쓴 토라의 일부 구절과 장에 대한 할라카 및 해석)
  - 사마리아 할라카 문헌, 키타브 알카피 (요세프 알 아스카가 14세기 CE에 쓴 할라카 문헌)
  - 알-아사티르 (Al-Asatir ) — 11세기와 12세기의 전설적인 아람어 텍스트에는 다음이 포함되어 있다.
    - 학가딕 미드라쉬, 아불 하산 알-수리
    - 학가딕 미드라쉬, 메마르 마르카흐- 하캄 마르카흐에 기인한 3세기 또는 4세기 신학 논문
    - 학가딕 미드라쉬, 타헤브 위의 핑카스
    - 학가딕 미드라쉬, 몰라드 마세(모세의 탄생)
- 디페테르, 시편과 찬송의 기도서.[21]
- 사마리아인 학가다[22]

## 서지
- Anderson, Robert T.; Giles, Terry (2002). 《The Keepers: An Introduction to the History and Culture of the Samaritans》. Hendrickson Publishing. ISBN 1-56563-519-1.
- Anderson, Robert T., Giles, Terry (2005). "Tradition kept: the literature of the Samaritans", Hendrickson Publishers.
- Bourgel Jonathan, "Brethren or Strangers Samaritans in the Eyes of Second Century ʙ ᴄ ᴇ Jews", Biblica 98/3 (2017), pp. 382–408.
- Bowman, John (1975). 《The Samaritan Problem》. Pickwick Press.
- Coggins, R. J. (1975). 《Samaritans and Jews: The Origins of Samaritanism Reconsidered》. Growing Points in Theology. Oxford: Basil Blackwell. ISBN 978-0-8042-0109-4.
- Crown, Alan David (2005) [1984]. 《A Bibliography of the Samaritans: Revised Expanded and Annotated》 3판. Scarecrow Press. ISBN 0-8108-5659-X.
- Gaster, Moses (1925). 《The Samaritans: Their History, Doctrines and Literature》. The Schweich Lectures for 1923. Oxford University Press.
- Heinsdorff, Cornel (2003). Christus, Nikodemus und die Samaritanerin bei Juvencus. Mit einem Anhang zur lateinischen Evangelienvorlage (= Untersuchungen zur antiken Literatur und Geschichte, Bd. 67), Berlin/New York. ISBN 3-11-017851-6ISBN 3-11-017851-6
- Hjelm, Ingrid (2000). 《Samaritans and Early Judaism: A Literary Analysis》. Journal for the Study of the Old Testament. Supplement Series, 303. Sheffield Academic Press. ISBN 1-84127-072-5.
- Macdonald, John (1964). 《The Theology of the Samaritans》. New Testament Library. London: SCM Press.
- Montgomery, James Alan (2006) [1907]. 《The Samaritans, the Earliest Jewish Sect》. The Bohlen Lectures for 1906. Eugene, Oregon: Wipf & Stock. ISBN 1-59752-965-6.
- Mor; Reiterer; Winkler, 편집. (2010). 《Samaritans: Past and Present: Current Studies》. Studia Samaritana, 5 & Studia Judaica, 53. Berlin: De Gruyter. ISBN 978-3-11-019497-5.
- Pummer, Reinhard (1987). 《The Samaritans》. Leiden: E. J. Brill. ISBN 90-04-07891-6.
- Pummer, Reinhard (2002). 《Early Christian Authors on Samaritans and Samaritanism: Texts, Translations and Commentary》. Mohr Siebeck. ISBN 978-3-16-147831-4.
- Purvis, James D. (1968). 《The Samaritan Pentateuch and the Origin of the Samaritan Sect》. Harvard Semitic Monographs 2. Cambridge, Massachusetts: Harvard University Press.
- Thomson, J. E. H. (1919). 《Tha Samaritans: Their Testimony to the Religion of Israel》. Edinburgh & London: Oliver and Boyd.
- Tsedaka, Benyamim (2013). 《The Israelite Samaritan Version of the Torah》. ISBN 9780802865199.
- Zertal, Adam (1989). "The Wedge-Shaped Decorated Bowl and the Origin of the Samaritans". Bulletin of the American Schools of Oriental Research, No. 276. (November 1989), pp. 77–84.